# Dunavac
Dunavac (izvirno srbsko Дунавац) je naselje v Srbiji, ki upravno spada pod Občino Palilula; slednja pa je del Mesta Beograd.

## Demografija
V naselju živi 473 polnoletnih prebivalcev, pri čemer je njihova povprečna starost 37,4 let (36,4 pri moških in 38,5 pri ženskah). Naselje ima 203 gospodinjstev, pri čemer je povprečno število članov na gospodinjstvo 2,97.
To naselje je v glavnem srbsko (glede na popis iz leta 2002).
|  |

| Demografija | Demografija     | Demografija     |
| Leto        | Št. prebivalcev | Št. prebivalcev |
| ----------- | --------------- | --------------- |
|             |                 |                 |
|             |                 |                 |
|             |                 |                 |
|             |                 |                 |
| 1948        | -               |                 |
| 1953        | 166             |                 |
| 1961        | 444             |                 |
| 1971        | 382             |                 |
| 1981        | 542             |                 |
| 1991        | 618             | 605             |
| 2002        | 609             | 603             |
|             |                 |                 |

| Etnična sestava po popisu iz leta 2002 | Etnična sestava po popisu iz leta 2002 | Etnična sestava po popisu iz leta 2002 | Etnična sestava po popisu iz leta 2002 | Etnična sestava po popisu iz leta 2002 |
| -------------------------------------- | -------------------------------------- | -------------------------------------- | -------------------------------------- | -------------------------------------- |
| Srbi                                   | Srbi                                   |                                        | 554                                    | 91,87%                                 |
| Črnogorci                              | Črnogorci                              |                                        | 9                                      | 1,49%                                  |
| Ukrajinci                              | Ukrajinci                              |                                        | 8                                      | 1,32%                                  |
| Romi                                   | Romi                                   |                                        | 8                                      | 1,32%                                  |
| Jugoslovani                            | Jugoslovani                            |                                        | 7                                      | 1,16%                                  |
| Hrvati                                 | Hrvati                                 |                                        | 6                                      | 0,99%                                  |
| Makedonci                              | Makedonci                              |                                        | 3                                      | 0,49%                                  |
| Muslimani                              | Muslimani                              |                                        | 1                                      | 0,16%                                  |
| Neznano                                | Neznano                                |                                        | 6                                      | 0,99%                                  |